# Elias Rudolf Camerarius

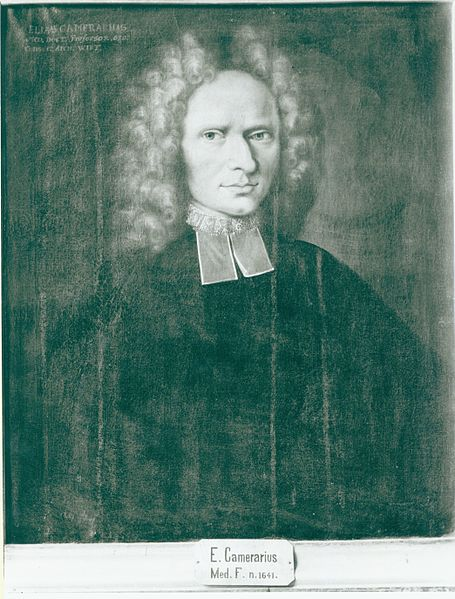
Bildnis des Elias Rudolf Camerarius auf einem Ölgemälde eines anonymen Meisters aus dem Bestand der Tübinger Professorengalerie

Elias Rudolf Camerarius, auch Camerer (* 7. Mai 1641 in Tübingen; † 7. Juni 1695 in Tübingen) war ein deutscher Mediziner, Hochschullehrer und Leibarzt.
Seine Eltern waren der Tübinger Arzt und Apotheker Johann Rudolf Camerarius (1618–1675) und Agnes, geb. Schön, Tochter des Apothekers und Universitätsverwandten Elias Schön.
Im September 1652 wurde er an der Universität Tübingen immatrikuliert. Nachdem er 1663 promoviert wurde, hielt er mehrere Jahre medizinische Vorlesungen und war daneben auch praktisch tätig. Am 28. November 1668 wurde Elias Rudolf Camerarius mit dem Beinamen Hector I. als Mitglied (Matrikel-Nr. 32) in die Academia Naturae Curiosorum, die heutige Deutsche Akademie der Naturforscher Leopoldina, aufgenommen. 1672 wurde er zum Leibarzt des Herzogs von Württemberg und 1677 zum ordentlichen Professor der Medizin ernannt.
Mit seiner Gattin Regina Barbara (1643–1697) hatte er die Söhne Rudolf Jacob Camerarius und Elias Camerarius, die beide Mediziner wurden.